# Чери Хилс Вилидж
Чери Хилс Вилидж (на английски: Cherry Hills Village) е град в окръг Арапахо, щата Колорадо, САЩ. Чери Хилс Вилидж е с население от 5958 жители (2000) и обща площ от 16,2 km². Намира се на 1654 m надморска височина. ЗИП кодът му е 80110-80111 & 80113 & 80121, а телефонният му код е 303, 720.